# جایزه ونیوار بوش
جایزه ونیوار بوش (انگلیسی: Vannevar Bush Award) در سال ۱۹۸۰ برای ادای احترام به خدمات عمومی ونیوار بوش توسط هیئت علوم ملی پایه‌گذاری شد. این جایزه سالانه به افرادی تعلق می‌گیرد که از طریق فعالیت‌های خدمات عمومی در علوم و فناوری، «سهم برجسته‌ای را در راستای رفاه بشریت و مردم ایفا کنند».

## شکل‌گیری بنیاد
ونیوار بوش (۱۸۹۰–۱۹۷۴) دانشمند برجسته، مشاور رئیس‌جمهور ایالات متحده آمریکا و بیناد ملی علوم بود. وی در سال ۱۹۴۵، به درخواست رئیس‌جمهور فرانکلین دلانو روزولت، یک مقاله مشهور تحت عنوان علم، و نیروهای بی‌پایان نوشت و توصیه کرد تا بنیادی در کنگره ایالات متحده آمریکا برای حمایت و تشویق پژوهش و آموزش در علوم و فناوری و همچنین توسعه ملی ایجاد شود. در نتیجه تأسیس بنیاد ملی در ۱۰ مه ۱۹۵۰ توسط رئیس‌جمهور هری ترومن امضا شد.